# اوزی لویس پرلازا
اوزی لویس پرلازا (انگلیسی: José Luis Perlaza؛ زادهٔ ۶ اکتبر ۱۹۸۱) یک بازیکن فوتبال اهل اکوادور است.
وی همچنین در تیم ملی فوتبال اکوادور بازی کرده‌است.